# هيلين يوهانسون
هيلين يوهانسون (بالسويدية: Helene Johansson)‏ (9 يوليو 1965 - ) هي لاعبة كرة قدم سويدية في مركز الهجوم. شاركت مع منتخب السويد لكرة القدم للسيدات. أما مع النوادي، فقد لعبت مع غايس غوتنبرغ وJitex BK ‏ وAhlafors IF ‏.

## وصلات خارجية
- هيلين يوهانسون على موقع الاتحاد الدولي (مؤرشف)  (الإنجليزية)
- هيلين يوهانسون على موقع قاعدة بيانات كرة القدم.إي يو (الإنجليزية)
- هيلين يوهانسون على موقع عالم كرة القدم.نت (الإنجليزية)